# Wincrange
Wincrange (lb. Wëntger, niem. Wintger) − miejscowość i gmina (gemeng / commune / Gemeinde) w północnym Luksemburgu, siedziba administracyjna kantonu Clervaux. Do 3 października 2015 gmina leżała w dystrykcie Diekirch. Jest największą gminą w Luksemburgu.

## Podział administracyjny
Do gminy należy 35 miejscowości, w tym 21 (Uertschaft) oraz 14 lieu-dit:
1. Allerborn (Allerbuer)
2. Antoniushof (Antoniushaff), lieu-dit
3. Asselborn (Aasselbuer)
4. Asselborn-Moulin (Aasselbuerer Millen), lieu-dit
5. Bockmillen, lieu-dit
6. Boevange (Béigen / Bögen)
7. Boxhorn (Boxer)
8. Brachtenbach (Bruechtebaach)
9. Cinqfontaines (Pafemillen / Fünfbrunnen), lieu-dit
10. Crendal (Kréindel)
11. Deiffelt (Deewelt)
12. Derenbach (Déierbech)
13. Doennange (Diänjen / Dönningen)
14. Emeschbach-Asselborn (Éimeschbaach-Aasselbuerr), lieu-dit
15. Emeschbach-Stockem (Éimeschbaach-Stackem), lieu-dit
16. Hachiville (Helzen / Helzingen)
17. Hamiville (Heesdref / Heisdorf)
18. Hinterhasselt (Hannerhaassel), lieu-dit
19. Hoffelt (Houfelt)
20. Lehresmühle (Leeresmillen), lieu-dit
21. Lentzweiler (Lenzweiler)
22. Lullange (Lëllgen / Lullingen)
23. Maulusmühle (Maulesmillen), lieu-dit
24. Neumühle (Neimillen), lieu-dit
25. Niederwampach (Nidderwampech)
26. Oberwampach (Uewerwampech)
27. Rumlange (Rëmeljen / Rümlingen)
28. Sassel (Saassel)
29. Schimpach (Schëmpech)
30. Stockem (Stackem)
31. Troine (Tratten / Trotten)
32. Troine-Route (Trätter Strooss / Trotten-Straße), lieu-dit
33. Uschler
34. Weiler
35. Wincrange (Wëntger / Wintger)